# Vuelta Ciclista del Uruguay 2022
La 77.ª edición de la Vuelta Ciclista del Uruguay se celebró entre el 8 y el 17 de abril de 2022 con inicio y final en la ciudad de Montevideo en Uruguay. El recorrido constó de un total de 12 fracciones distribuidas en 10 etapas sobre una distancia total de 1610,2 km.
La carrera se celebró como prueba de categoría nacional y fue ganada por el ciclista uruguayo Agustín Alonso del Club Ciclista Ciudad del Plata. El podio lo completaron los también uruguayos Pablo Troncoso del Club Ciclista Fénix y Fernando Méndez del Club Ciclista San Antonio de Florida.

## Equipos participantes
Tomaron la partida un total de 24 equipos regionales y de clubes, quienes conformaron un pelotón de 130 ciclistas de los cuales terminaron 94. Los equipos participantes fueron:
| Equipos regionales y de clubes (24)- ACCVU - Club Ciclista Alas Rojas de Santa Lucía - Club Ciclista Audax de Flores - Club Ciclista Avenida Artigas de Guinchón - Club Ciclista Cerro Largo - Club Ciclista Ciudad del Plata - Club Ciclista Fénix - Club Ciclista Los Pumas - Club Ciclista Maldonado - Club Ciclista Rodríguez - Club Ciclista San Antonio de Florida - Club Ciclista Tacuarembó - Club Náutico y Pesca Bocas de Cufré - Club Social y Deportivo Amanecer - Club Social y Deportivo Artigas - Club Social y Deportivo Cruz del Sur - Club Unión Ciclista - Club Unión Ciclista Sarandí del Yí - EDA S.A. Cycling Team - Federación de Rocha - Maxel Cycling Team - Sportivo Olimpia de Melo - UniFunvic-Pindamonhangaba - Unión Ciclista Maragata |
| |

## Recorrido
| Etapa       | Fecha     | Recorrido                                                       | type                    | Distancia (km) | Ganador                    | Líder                      |
| ----------- | --------- | --------------------------------------------------------------- | ----------------------- | -------------- | -------------------------- | -------------------------- |
| 1.ª etapa   | 8 de abr  | San Felipe y Santiago de Montevideo – San Fernando de Maldonado | etapa llana             | 146,9          | Andrés Sebastián Rodríguez | Andrés Sebastián Rodríguez |
| 2.ª etapa   | 9 de abr  | San Fernando de Maldonado – Rocha                               | etapa llana             | 152,5          | Ignacio Maldonado          | Ignacio Maldonado          |
| 3.ª etapa   | 10 de abr | Aiguá – Vergara                                                 | etapa llana             | 181,1          | Jorge Soto                 | Agustín Alonso             |
| 4.ª etapa A | 11 de abr | Lago Merín – Melo                                               | etapa llana             | 87,2           | Agustín Moreira            | Óscar Pachón               |
| 4.ª etapa B | 12 de abr | Melo – Melo                                                     | contrarreloj individual | 9,2            | Agustín Moreira            | Agustín Alonso             |
| 5.ª etapa   | 13 de abr | Las Toscas – Tacuarembó                                         | etapa llana             | 118,9          | Jorge Soto                 | Agustín Alonso             |
| 6.ª etapa   | 14 de abr | Tacuarembó – Paysandú                                           | etapa llana             | 195,7          | Pablo Anchieri             | Agustín Alonso             |
| 7.ª etapa   | 15 de abr | Paysandú – Mercedes                                             | etapa llana             | 126,9          | Sixto Núñez                | Agustín Alonso             |
| 8.ª etapa A | 15 de abr | Ombúes de Lavalle – Ombúes de Lavalle                           | contrarreloj individual | 25             | Agustín Moreira            | Agustín Alonso             |
| 8.ª etapa B | 16 de abr | Ombúes de Lavalle – Trinidad                                    | etapa llana             | 104,5          | Nahuel Soares              | Agustín Alonso             |
| 9.ª etapa   | 18 de mar | Andresito – Durazno                                             | etapa llana             | 194,2          | Pablo Anchieri             | Agustín Alonso             |
| 10.ª etapa  | 17 de abr | Durazno – San Felipe y Santiago de Montevideo                   | etapa llana             | 188,1          | Diego Rodríguez            | Agustín Alonso             |

## Clasificaciones finales
Las clasificaciones finalizaron de la siguiente forma:

### Clasificación general
| \| Clasificación general \| Clasificación general \| Clasificación general \| Clasificación general \| Clasificación general \| \| Ciclista \| Ciclista \| Equipo \| Tiempo \| \| \| --------------------- \| --------------------- \| ------------------------------------ \| --------------------- \| --------------------- \| \| 1.º \| Agustín Alonso \| Club Ciclista Ciudad del Plata \| 36 h 38 min 10 s \| \| \| 2.º \| Pablo Troncoso \| Club Ciclista Fénix \| + 14 s \| \| \| 3.º \| Fernando Méndez \| Club Ciclista San Antonio de Florida \| + 55 s \| \| \| 4.º \| Jorge Bravo \| Club Ciclista Maldonado \| + 1 min 21 s \| \| \| 5.º \| Sixto Núñez \| Club Social y Deportivo Amanecer \| + 2 min 16 s \| \| \| 6.º \| Ignacio Maldonado \| Club Unión Ciclista \| + 2 min 18 s \| \| \| 7.º \| André Gohr \| UniFunvic-Pindamonhangaba \| + 2 min 24 s \| \| \| 8.º \| Nahuel Hernández \| Club Ciclista Maldonado \| + 2 min 31 s \| \| \| 9.º \| Jean-Michel Lachance \| EDA S.A. Cycling Team \| + 2 min 36 s \| \| \| 10.º \| Yecid Sierra \| Club Náutico y Pesca Bocas de Cufré \| + 3 min 17 s \| \| |                      |                                      |                  |
| |                      |                                      |                  |
| |                      |                                      |                  |
| Clasificación general |                      |                                      |                  |
| Ciclista | Ciclista             | Equipo                               | Tiempo           |
| 1.º | Agustín Alonso       | Club Ciclista Ciudad del Plata       | 36 h 38 min 10 s |
| 2.º | Pablo Troncoso       | Club Ciclista Fénix                  | + 14 s           |
| 3.º | Fernando Méndez      | Club Ciclista San Antonio de Florida | + 55 s           |
| 4.º | Jorge Bravo          | Club Ciclista Maldonado              | + 1 min 21 s     |
| 5.º | Sixto Núñez          | Club Social y Deportivo Amanecer     | + 2 min 16 s     |
| 6.º | Ignacio Maldonado    | Club Unión Ciclista                  | + 2 min 18 s     |
| 7.º | André Gohr           | UniFunvic-Pindamonhangaba            | + 2 min 24 s     |
| 8.º | Nahuel Hernández     | Club Ciclista Maldonado              | + 2 min 31 s     |
| 9.º | Jean-Michel Lachance | EDA S.A. Cycling Team                | + 2 min 36 s     |
| 10.º | Yecid Sierra         | Club Náutico y Pesca Bocas de Cufré  | + 3 min 17 s     |

### Clasificación de la regularidad
| Clasificación por puntos | Clasificación por puntos | Clasificación por puntos             | Clasificación por puntos | Clasificación por puntos |
| Ciclista                 | Ciclista                 | Equipo                               | Puntos                   |                          |
| ------------------------ | ------------------------ | ------------------------------------ | ------------------------ | ------------------------ |
| 1.º                      | Pablo Anchieri           | Club Social y Deportivo Amanecer     | 54 pts                   |                          |
| 2.º                      | Kléber Ramos             | UniFunvic-Pindamonhangaba            | 52 pts                   |                          |
| 3.º                      | Jorge Soto               | Club Ciclista Ciudad del Plata       | 40 pts                   |                          |
| 4.º                      | Fernando Méndez          | Club Ciclista San Antonio de Florida | 37 pts                   |                          |
| 5.º                      | Alberto Ramos            | EDA S.A. Cycling Team                | 36 pts                   |                          |
| 6.º                      | Emanuel Yanes Machin     | Club Náutico y Pesca Bocas de Cufré  | 33 pts                   |                          |
| 7.º                      | Diego Leonel Rodríguez   | Club Unión Ciclista                  | 30 pts                   |                          |
| 8.º                      | Agustín Alonso           | Club Ciclista Ciudad del Plata       | 26 pts                   |                          |
| 9.º                      | Pablo Troncoso           | Club Ciclista Fénix                  | 26 pts                   |                          |
| 10.º                     | Sixto Núñez              | Club Social y Deportivo Amanecer     | 25 pts                   |                          |

### Clasificación de la montaña(Premio Cima)
| Clasificación de la montaña | Clasificación de la montaña | Clasificación de la montaña      | Clasificación de la montaña | Clasificación de la montaña |
| Ciclista                    | Ciclista                    | Equipo                           | Puntos                      |                             |
| --------------------------- | --------------------------- | -------------------------------- | --------------------------- | --------------------------- |
| 1.º                         | Juan Martin Echeverria      | Club Ciclista Carmelo            | 23 pts                      |                             |
| 2.º                         | Óscar Pachón                | EDA S.A. Cycling Team            | 16 pts                      |                             |
| 3.º                         | Andrés Sebastián Rodríguez  | Club Social y Deportivo Amanecer | 10 pts                      |                             |
| 4.º                         | Sixto Núñez                 | Club Social y Deportivo Amanecer | 7 pts                       |                             |
| 5.º                         | Marcos Caches               | Unión Ciclista Maragata          | 7 pts                       |                             |
| 6.º                         | Matías Gómez                | Sportivo Olimpia de Melo         | 6 pts                       |                             |
| 7.º                         | Pablo Anchieri              | Club Social y Deportivo Amanecer | 5 pts                       |                             |
| 8.º                         | Jorge Soto                  | Club Ciclista Ciudad del Plata   | 3 pts                       |                             |
| 9.º                         | Nestor Rueda                | EDA S.A. Cycling Team            | 3 pts                       |                             |
| 10.º                        | Agustín Moreira             | Club Ciclista Cerro Largo        | 3 pts                       |                             |

### Clasificación de las metas volantes(Premio Sprinter)
| Clasificación de las metas volantes | Clasificación de las metas volantes | Clasificación de las metas volantes | Clasificación de las metas volantes | Clasificación de las metas volantes |
| Ciclista                            | Ciclista                            | Equipo                              | Puntos                              |                                     |
| ----------------------------------- | ----------------------------------- | ----------------------------------- | ----------------------------------- | ----------------------------------- |
| 1.º                                 | Adrián Rodríguez                    | Club Ciclista Fénix                 | 21 pts                              |                                     |
| 2.º                                 | Nestor Rueda                        | EDA S.A. Cycling Team               | 16 pts                              |                                     |
| 3.º                                 | Matías Gómez                        | Sportivo Olimpia de Melo            | 13 pts                              |                                     |
| 4.º                                 | Óscar Pachón                        | EDA S.A. Cycling Team               | 7 pts                               |                                     |
| 5.º                                 | Kevin Corujo                        | Club Ciclista Audax de Flores       | 6 pts                               |                                     |
| 6.º                                 | Sixto Núñez                         | Club Social y Deportivo Amanecer    | 6 pts                               |                                     |
| 7.º                                 | Andrés Sebastián Rodríguez          | Club Social y Deportivo Amanecer    | 5 pts                               |                                     |
| 8.º                                 | Nahuel Hernández                    | Club Ciclista Maldonado             | 4 pts                               |                                     |
| 9.º                                 | Agustín Alonso                      | Club Ciclista Ciudad del Plata      | 3 pts                               |                                     |
| 10.º                                | Alex Ferreira Melo                  | Maxel Cycling Team                  | 3 pts                               |                                     |

### Clasificación por equipos
| Clasificación por equipos | Clasificación por equipos               | Clasificación por equipos | Clasificación por equipos |
| Equipo                    | Equipo                                  | Tiempo                    |                           |
| ------------------------- | --------------------------------------- | ------------------------- | ------------------------- |
| 1.º                       | Club Ciclista Ciudad del Plata          | 110 h 03 min 36 s         |                           |
| 2.º                       | Club Unión Ciclista                     | + 54 s                    |                           |
| 3.º                       | UniFunvic-Pindamonhangaba               | + 1 min 27 s              |                           |
| 4.º                       | Club Ciclista Maldonado                 | + 2 min 50 s              |                           |
| 5.º                       | Club Ciclista San Antonio de Florida    | + 5 min 14 s              |                           |
| 6.º                       | Club Náutico y Pesca Bocas de Cufré     | + 7 min 34 s              |                           |
| 7.º                       | Club Social y Deportivo Amanecer        | + 9 min 21 s              |                           |
| 8.º                       | EDA S.A. Cycling Team                   | + 11 min 06 s             |                           |
| 9.º                       | Club Ciclista Cerro Largo               | + 11 min 41 s             |                           |
| 10.º                      | Club Ciclista Alas Rojas de Santa Lucía | + 15 min 11 s             |                           |

## Evolución de las clasificaciones
| Etapa                   | Vencedor                   | Clasificación general      | Clasificación de la regularidad | Clasificación de la montaña | Clasificación de las metas volantes | Clasificación de los jóvenes | Clasificación por equipos        |
| ----------------------- | -------------------------- | -------------------------- | ------------------------------- | --------------------------- | ----------------------------------- | ---------------------------- | -------------------------------- |
| 1.ª                     | Andrés Sebastián Rodríguez | Andrés Sebastián Rodríguez | Andrés Sebastián Rodríguez      | Juan Etcheverría            | Nestor Rueda                        | Leandro Vidal                | Club Social y Deportivo Amanecer |
| 2.ª                     | Ignacio Maldonado          | Ignacio Maldonado          | N/D                             | Juan Etcheverría            | Nestor Rueda                        | Leandro Vidal                | N/D                              |
| 3.ª                     | Jorge Soto                 | Agustín Alonso             | N/D                             | Óscar Pachón                | Kevin Corujo                        | Leandro Vidal                | Club Ciclista Ciudad del Plata   |
| 4.ª A                   | Agustín Moreira            | Óscar Pachón               | Jorge Soto                      | Óscar Pachón                | Adrian Rodríguez                    | Marco Loreto                 | Club Ciclista Ciudad del Plata   |
| 4.ª B                   | Agustín Moreira            | Agustín Alonso             | Jorge Soto                      | Óscar Pachón                | Adrian Rodríguez                    | Marco Loreto                 | Club Ciclista Ciudad del Plata   |
| 5.ª                     | Jorge Soto                 | Agustín Alonso             | Jorge Soto                      | Juan Etcheverría            | Nestor Rueda                        | Marco Loreto                 | Club Ciclista Ciudad del Plata   |
| 6.ª                     | Pablo Anchieri             | Agustín Alonso             | Jorge Soto                      | Juan Etcheverría            | Adrian Rodríguez                    | Marco Loreto                 | Club Ciclista Ciudad del Plata   |
| 7.ª                     | Sixto Núñez                | Agustín Alonso             | Jorge Soto                      | Juan Etcheverría            | Adrian Rodríguez                    | Marco Loreto                 | Club Ciclista Maldonado          |
| 8.ª A                   | Agustín Moreira            | Agustín Alonso             | Jorge Soto                      | Juan Etcheverría            | Adrian Rodríguez                    | Marco Loreto                 | Club Ciclista Ciudad del Plata   |
| 8.ª B                   | Nahuel Soares de Lima      | Agustín Alonso             | Jorge Soto                      | Juan Etcheverría            | Adrian Rodríguez                    | Marco Loreto                 | Club Ciclista Ciudad del Plata   |
| 9.ª                     | Pablo Anchieri             | Agustín Alonso             | Pablo Anchieri                  | Juan Etcheverría            | Adrian Rodríguez                    | Marco Loreto                 | Club Ciclista Ciudad del Plata   |
| 10.ª                    | Diego Rodríguez            | Agustín Alonso             | Pablo Anchieri                  | Juan Etcheverría            | Adrian Rodríguez                    | Marco Loreto                 | Club Ciclista Ciudad del Plata   |
| Clasificaciones finales | Clasificaciones finales    | Agustín Alonso             | Pablo Anchieri                  | Juan Etcheverría            | Adrian Rodríguez                    | Marco Loreto                 | Club Ciclista Ciudad del Plata   |